# 猛龍怪客
《猛龍怪客》（英語：Death Wish）是一部1974年美國私刑動作驚悚片，由麥可·韋納執導，溫德爾·梅斯編劇，查理士·布朗遜主演；電影改編自布萊恩·加菲爾德的1972年同名小說。布朗遜在片中飾演建築師保羅·柯西（Paul Kersey），他在妻子及女兒分別遭到歹徒殺害、冒犯後，成為一名運用私刑的義警。
《猛龍怪客》1974年7月24日在美國上映，由派拉蒙影業發行，也是《猛龍怪客》系列電影的首部作品；八年後推出首部續集《猛龍怪客2》。本片上映時，因明顯支持私刑主義以及主張對罪犯進行無節制的懲罰而受到批評。據稱，小說譴責私刑，但電影卻反其道而行。即使評價不一，但本片引起了20世紀70年代犯罪率不斷上升的美國公眾的共鳴，並仍取得商業成功。
2018年推出由伊萊·羅斯執導、布魯斯·威利主演的同名重拍版電影。

## 劇情
成功的中年建築師保羅·柯西與妻子喬安娜幸福地生活在曼哈頓，成年女兒卡蘿也與傑克·陶比成婚。有一天，喬安娜與卡蘿遭三名歹徒從達戈斯提諾超市跟蹤回家。三人冒充送貨員闖入柯西公寓，但發現母女倆身上只有七美元，於是在逃跑前毆打了喬安娜並性侵了卡蘿。
在醫院，保羅得知喬安娜因傷勢過重而悲痛欲絕。在妻子的葬禮結束後不久，保羅在黑暗的街道上遇到了一名搶劫犯，他用自製的簡易武器（裝著硬幣的襪子）反擊，導致劫匪逃跑，而保羅因這次遭遇而感到震驚且振奮。保羅的老闆派他前往亚利桑那州圖森，拜訪住宅開發案的客戶艾姆斯·詹奇爾。艾姆斯邀請保羅到他的槍枝俱樂部共進晚餐，並對保羅的手槍射擊技巧印象深刻。保羅透露，自己在韓戰期間是一名良心拒服兵役者，當時擔任戰地軍醫；他的獵人父親教他如何使用槍械，但父親遭另一名獵人當成鹿打死，保羅的母親讓兒子發誓不再使用槍支。
保羅成功地幫助艾姆斯規劃了對方的住宅開發，並在圖森國際機場讓艾姆斯將一份贈禮放於托運行李中。回到曼哈頓，保羅從傑克那得知，卡蘿因母親去世而深受打擊、精神崩潰；卡蘿患上紧张性抑郁障碍，且一言不發。在保羅的祝福下，傑克將卡蘿送往精神復健機構。
保羅得知艾姆斯給了他一把鍍鎳的柯爾特警探轉輪手槍和一盒彈藥。他裝好子彈後在深夜散步，期間遭到持槍搶劫。保羅開槍射殺了搶劫犯，震驚之餘跑回家嘔吐。第二天晚上，保羅在城裡漫步尋找危險和暴力的罪犯。他在接下來的幾週內殺死了幾名搶劫犯，手法包括：刻意裝富裕來引誘歹徒，或者是對正在對弱者出手的惡徒行俠仗義。紐約警察局督察法蘭克·奧喬亞調查義警引發的私刑殺人案，他的部門將範圍縮小到最近有家庭成員被搶劫犯殺害的人，或擁有開槍能力的退伍軍人。調查人員還掌握了保羅在搶劫後留在地鐵上的購物收據，並推斷這名義警住在超市附近。
奧喬亞很快就懷疑了保羅，並且正要逮捕保羅，這時地方檢察官介入並告訴奧喬亞，保羅的私刑導致街頭犯罪急劇減少；他和警察局長擔心，如果這些資訊成為公眾所知，整座城市將陷入治安混亂。如果保羅被捕，他肯定會被稱為烈士，因此不要正式逮捕他。奧喬亞不喜歡這個主意，但態度軟化而選擇「嚇唬他」。一天晚上，保羅又射殺了兩名劫匪，隨後又被第三名劫匪腿部打傷。保羅追趕劫匪，並在一座倉庫中攔截對方；當保羅向劫匪發動西部式的快速拔槍挑戰時，自己因失血而暈倒，劫匪急忙逃跑。
保羅的槍被年輕的巡警傑克森·萊利發現，後者把它交給了奧喬亞，奧喬亞命令對方忘掉這件事。奧喬亞前往正在康復的醫院探望保羅，並同意秘密處理保羅的左輪手槍，而要求保羅永久離開紐約。保羅接受了奧喬亞的交易，而讓公司將自己調職到芝加哥，而媒體則獲悉保羅只是另一明搶劫受害者。保羅搭火車抵達芝加哥聯合車站，與分公司的代表碰面。保羅注意到車站的一群流氓正在騷擾一名年輕女子，而主動過去幫助女子。保羅對行徑猖狂的流氓們面帶微笑，並手指槍指向對方。

## 演員
- 查理士·布朗遜飾演保羅·柯西（Paul Kersey）
- 霍普·兰格飾演喬安娜·柯西（Joanna Kersey）
- 文森特·加迪尼亞（英语：Vincent Gardenia）飾演法蘭克·奧喬亞督察（Inspector Frank Ochoa）
- 威廉·雷德菲爾德（英语：William Redfield (actor)）飾演山姆·克魯澤（Sam Kreutzer）
- 克里斯·甘佩爾（Chris Gampel）飾演亨利·艾夫斯（Henry Ives）
- 凱薩琳·托蘭（Kathleen Tolan）飾演卡蘿·陶比（Carol Toby）
- 史蒂文·基慈（英语：Steven Keats）飾演傑克·陶比（Jack Toby）
- 史都華·馬戈林（英语：Stuart Margolin）飾演艾姆斯·詹奇爾（Ames Jainchill）
- 史蒂芬·埃利奧特（英语：Stephen Elliott (actor)）飾演警察局長戴瑞（Police Commissioner Dryer）
- 佛瑞德·J·史考萊（英语：Fred J. Scollay）飾演地方檢察官彼得斯（District Attorney Peters）
- 傑克·華萊士（英语：Jack Wallace (actor)）飾演漢克警探（Detective Hank）
- 羅伯特·凱亞-希爾（英语：Robert Kya-Hill）飾演喬·查爾斯巡警（Officer Joe Charles）
- 傑夫·高布倫飾演怪人之一
- 克里斯多夫·葛斯特（英语：Christopher Guest）飾演傑克森·萊利巡警（Officer Jackson Reilly）
- 海倫·馬丁（英语：Helen Martin）飾演阿爾瑪·李·布朗（Alma Lee Brown）
- 奧林匹亞·杜卡基斯飾演蓋梅蒂巡警（Officer Gemetti）
- 索爾·魯賓奈克（英语：Saul Rubinek）飾演列車劫匪之一
- 桑妮雅·曼薩諾（英语：Sonia Manzano）飾演雜貨超市店員
- 湯姆·海登飾演急診科醫師
- 艾爾·路易士（英语：Al Lewis (actor)）飾演大廳保全
- 保羅·杜利（英语：Paul Dooley）飾演醫院警察（未掛名）
- 亞特·伊凡斯（英语：Art Evans (actor)）飾演醫院警察（未掛名）
- 羅勃·米亞諾（英语：Robert Miano）飾演劫匪（未掛名）

## 家用媒體
本片1980年首次以VHS、Betamax和LaserDisc格式發行。2001年和2006年發行DVD。40週年紀念版於2014年以藍光發行。

## 反響
《猛龍怪客》上映後受到影評人的褒貶不一的評價。許多批評指向本片是「對社會的不道德威脅」並鼓勵反社會行為。《紐約時報》的文森·坎比是當中最直言不諱的影評代表，他花了兩篇長篇文章中譴責了《猛龍怪客》。知名影評人罗杰·埃伯特授予了電影四星中的三星，並讚揚了韋納「冷靜精準」的執導技巧，但不同意電影表達的理念。吉恩·西斯克爾則在滿分四星給出兩星，並寫道：「電影的概述沒有嘗試保證可信度；目標是呈現主張復仇的三段論，並且呈現得如此迅速，以至於人們沒有時間考慮其荒謬成份。」《洛杉磯時報》的查爾斯·錢普林稱其為「一部卑鄙的電影......令人厭惡且具煽動目的的玩意兒，訴諸殘酷的情感並違背理性。」《華盛頓郵報》的蓋瑞·阿諾（Gary Arnold）將《猛龍怪客》描述為「簡化到了原地踏步的程度。幾乎沒有對城市暴力進行任何明智的洞察；當布朗遜在紐約犯罪猖獗的街道上徘徊時，殺戮就只是一樁接一樁地發生而已。」《電影月刊》寫道：「從表面上看，這與巴德·伯蒂彻復仇西部片相差不遠......當然，不同之處在於，麥可·韋納沒有伯蒂徹固有的寓言意識，也沒有他對什麼是好民俗的直覺，更不用說對立體反派的愛了。」
《猛龍怪客》在爛番茄網站上根據32篇影評，持有66%的新鮮度，平均得分6／10。該網站共識：「不可否認，《猛龍怪客》無疑是一種剝削糧食，但確實有效。」
本片被美國電影學會列入以下名單：
- 2001年：AFI百年百大驚悚電影-提名[20]
- 2001年：AFI百年百大英雄與反派
  - 保羅·克西-提名英雄[21]

## 外部連結
- 互联网电影数据库（IMDb）上《猛龍怪客》的资料（英文）
- TCM电影资料库上《猛龍怪客》的资料（英文）
- Box Office Mojo上《猛龍怪客》的資料（英文）
- 爛番茄上《猛龍怪客》的資料（英文）